# Campeonato Europeo de Remo de 1951
El XLII Campeonato Europeo de Remo se celebró en Mâcon (Francia) en 1951 bajo la organización de la Federación Internacional de Sociedades de Remo (FISA).
En total se disputaron siete pruebas diferentes, todas ellas en la categoría masculina.

## Medallero
| Núm. | País         | Oro | Plata | Bronce | Total |
| ---- | ------------ | --- | ----- | ------ | ----- |
| 1    | Italia       | 2   | 1     | 0      | 3     |
| 2    | Bélgica      | 2   | 0     | 0      | 2     |
| 3    | Suiza        | 1   | 2     | 2      | 5     |
| 4    | Dinamarca    | 1   | 3     | 1      | 5     |
| 5    | Reino Unido  | 1   | 1     | 0      | 2     |
| 6    | España       | 0   | 0     | 1      | 1     |
| 6    | Francia      | 0   | 0     | 1      | 1     |
| 6    | Países Bajos | 0   | 0     | 1      | 1     |
| 6    | Suecia       | 0   | 0     | 1      | 1     |
|      | TOTAL        | 7   | 7     | 7      | 21    |